# Alsószolcsva
Alsószolcsva (románul: Sălciua de Jos) falu Romániában, Erdélyben, Fehér megyében.

## Fekvése
Tordától délnyugatra, az Aranyos jobb partján, Alsópodsága és Felsőszolcsva közt fekvő település.

## Története
A falut 1335-ben p. Zolchwa néven említette először oklevél.
1397-ben Zolcwa, 1470-ben p. Alsozolczwa néven írták.
1473-ban a falu 15 jobbágytelkét említették.
1491-ben Járai Pál özvegye Thoroczkai Anna adta zálogba itteni ősi birtokrészét Denglegi Pongrácz Mátyásnak.
1910-ben 1233 lakosából 1205 fő román, 24 magyar volt. A népességből 484 fő görögkatolikus, 721 görögkeleti ortodox, 10 izraelita volt.
A trianoni békeszerződés előtt Torda-Aranyos vármegye Toroczkói járásához tartozott.
A 2002-es népszámláláskor 684 lakosa közül 682 fő (99,7%) román, 2 (0,3%) pedig cigány volt.

## Nevezetességek

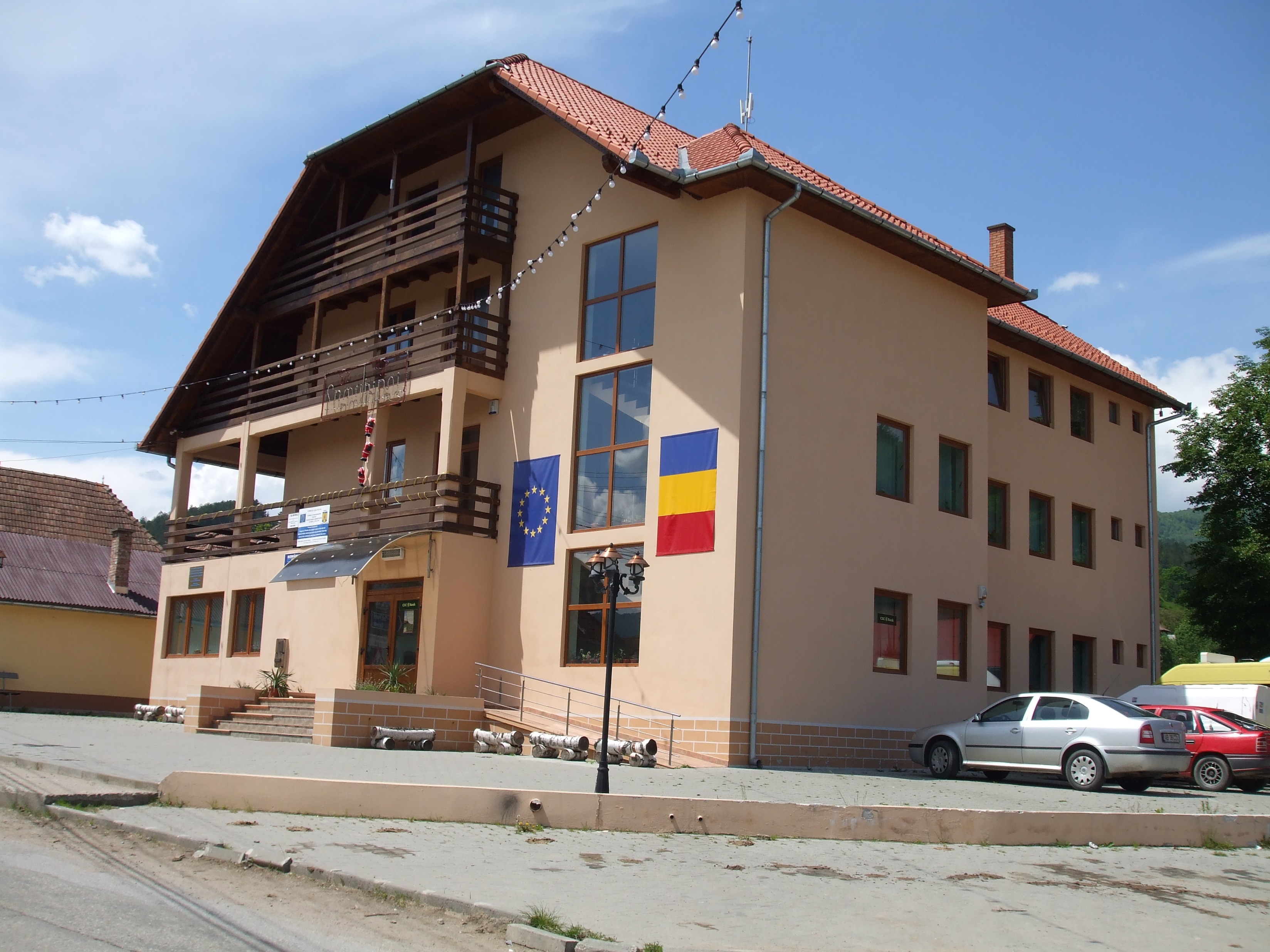
Községháza

- Görögkeleti fatemploma 1796-ban épült.
- Alsószolcsva közelében fekszik az Aranyos Szolcsvai-szorosa vízeséssel és a Torockói-hegyekhez tartozó Bedellő karsztos sziklafalai, Szolcsvai-búvópatak.
- A szolcsvai Búvópatak barlangja